# Die Blauen Jungs
Die Blauen Jungs, voorheen Die Montecarlos, waren een Oostenrijkse schlagergroep, die ook zeemansliederen ten gehore brachten.

## De groepsleden
- Bob Martin, geboren als Leo Hoppe (Siberië, 7 juni 1922 – Wenen, 19 januari 1998) werd ontdekt door de Polydor-producent Gerhard Mendelson tijdens zijn optredens met de orkesten van Johannes Fehring en Heinz Neubrand. Na successen als solist bij voorstellingen in het Wiener Kolosseum en in het Renaissance-Theater, nam hij vanaf 1950 bij het platenlabel Philips zijn eerste singles op.
- Rudolf Kreuzberger (Wenen, 9 april 1929 – Wenen, 1 november 2000) studeerde gezang aan de Weense Muziekacademie. Na het winnen van een tenorwedstrijd in Engeland als 20-jarige, werd hij door de Oostenrijkse televisie in dienst genomen als schlager- en operettezanger. In 1953 werd hij lid van het Weense staatsoperakoor en begon met het bezingen van platen. Kreuzberger was in zijn zangcarrière bij meer dan 40 zanggroepen actief geweest.
- Rudi Resch (Wenen, 22 juli 1922) begon zijn muziekcarrière in het Weense staatsoperakoor, waar hij opviel door zijn stuurbare tenorstem. Hij werkte mee in talrijke zanggroepen, waaronder het achtergrondkoor Colibris.
- Jörg Maria Berg, geboren als Adolf Strassmayer (Schönbüel, 24 september 1930) was muzikant in zijn eigen combo, waarin hij regelmatig als zanger optrad. Polydor-producent Gerhard Mendelson zorgde in 1955 ervoor, dat hij definitief koos voor het zingen na het opnemen van de eerste geluidsdragers. Succesvol was hij in het bijzonder samen met Peter Kraus als het schlagerduo James Brothers.

## Carrière
De naam Montecarlos werd door de Weense componist en arrangeur Erwin Halletz verzonnen, die in 1955 samen met Gerhard Mendelson het kwartet samenstelde. In de zomer van 1956 verscheen de eerste single van de groep, die in de Weense Austrophon Studio voor het platenlabel Polydor werden geproduceerd. Evenzo werden alle platen gelijktijdig gepubliceerd in Duitsland en Oostenrijk. De eerste single kwam in augustus 1956 op de markt. Het door Halletz gecomponeerde nummer Andrea werd een succesnummer en bereikte in oktober 1956 de 3e plaats in de top 30 van het Duitse muziektijdschrift Musikmarkt. Met de coverversie van het nummer Singing the blues (Guy Mitchell) scoorde de groep in mei 1957 een 9e plaats.
Drie maanden later publiceerden de vier groepsleden hun eerste single Zuhause, Zuhause / Ich komm zu dir zurück onder de naam Die Blauen Jungs. Zo begon voor het kwartet een nieuwe muzikale uitdaging in de vorm van zeemansliederen en vaderlandsromantiek. Ook de burgerlijke kleding werd ingeruild voor zeemanskleding. Tot 1960 at het kwartet nog van twee walletjes, zowel als Montecarlos als Blauen Jungs. Er werden door de Montecarlos nog wel geluidsdragers verkocht, die echter geen succes opleverden, dit in tegenstelling tot Die Blauen Jungs, die met het nummer Zuhause, Zuhause een 2e plaats scoorden bij muziektijdschrift Musikmarkt. Verdere top 10-successen volgden in 1958 met de nummers Auch für mich kommt einmal die Zeit (4e plaats) en Einmal die Ferne seh'n (5e plaats). De liederen werden geschreven door Polydors stercomponist en producent Werner Scharfenberger. De nummers na 1958 konden echter niet meer evenaren aan de voorgaande successen, maar desondanks kwam de groep nog met zeven nummers in de hitparaden. Van 1962 tot 1964 publiceerde Polydor jaarlijks slechts één single van de groep. In 1965 publiceerde Polydor geen geluidsdragers, maar daarvoor in de plaats verschenen twee singles bij platenlabel Ariola, met daarop in 1967 een volgende. In 1966 verschenen bij Polydor, zoals gebruikelijk, weer drie singles en na een onderbreking van drie jaar kwam in 1970 de laatste single Sterne der Heimat / Blau ist das Meer uit. In 1961 had Polydor met Die Blauen Jungs het album Von Meer zu Meer geproduceerd en bovendien werden meerdere ep-singles uitgebracht met zowel Montecarlos- als Blauen Jungs-nummers.
Eerst als Die Montecarlos, daarna als Die Blauen Jungs, werkte het kwartet met muzikale bijdragen mee in zeven muziekfilms. In de film Blaue Jungs (1957) traden ze wel niet op, maar namen de gezongen titel Zuhause, Zuhause en Ich komm zu dir zurück mee op hun eerste single.

## Discografie

### Singles A- en B-kant
Als Die Blauen Jungs
- 1957: Zuhause, Zuhause / Ich komm' zu dir zurück
- 1958: Auch für mich kommt die Zeit / Wenn ich wieder bei dir bin
- 1958: Einmal die Ferne seh´n / Wo sind die Freunde
- 1959: Stern von Montana / Nie mehr wieder
- 1959: Solang du einen Freund hast / Unser Kurs geht nach Süden
- 1959: Wie schön wär's jetzt zuhause / Santa Catalina
- 1960: Wenn weiße Wolken wandern / Das Leben geht seinen Gang
- 1960: Sieben lange Jahre / Bis wir uns wiederseh'n
- 1961: Addio, Addio Maria / Von Hafen zu Hafen
- 1961: Wenn das Schifferklavier an Bord erklingt / Wir lagen vor Madagaskar
- 1961: Nur in der Fremde / Fahr' uns heim, Kapitän
- 1962: Blauer Himmel, blaue Jungs und blaues Meer / Dort wo die Sterne stehn
- 1963: Kleine Venus von Hawaii / Weit in der Heimat . . .
- 1964: Einer ist zuviel / Wo der Himmel so blau ist
- 1965: Blaue Jungs aus Bremerhaven / Nimm uns mit Kapitän auf die Reise
- 1965: Wir lagen vor Madagaskar / Wir lieben die Stürme
- 1966: Ich bin immer noch derselbe / Mein Schiff kommt wieder
- 1966: Heimat deine Sterne / Kleine Möwe, flieg nach Helgoland
- 1966: La Paloma / Alo ahé
- 1967: Farewell, ade / Volldampf voraus
- 1970: Sterne der Heimat / Blau ist das Meer

Als de Montecarlos
- 1956: Andrea / Die Glocke von Notre Dame
- 1956: Alle meine Träume / Mein Blick bist du
- 1957: Warum strahlen heut' Nacht die Sterne so hell / Junge Liebe
- 1957: Giovanna Maria / So können nur Frauen sein
- 1957: Bahama Mama / Wann ...
- 1958: Träume, träume, Maria / Ich hab' ja nur dich
- 1958: Magdalena / Du bis der Stern
- 1958: So wie du / Melodie aus alter Zeit
- 1959: Kein and'res Herz / Teenagerliebe
- 1960: Wenn die Glocken hell erklingen / Das Meer
- 1960: Wie am ersten Tag / Schön wie Mona Lisa
- 1960: In Goona Goona / Franky

## Filmografie
- 1957: Einmal eine große Dame sein – De Montecarlos als zangers
- 1957: Kindermädchen für Papa gesucht – De Montecarlos met Andrea
- 1957: Blaue Jungs – Die Blauen Jungs met Zuhause, Zuhause
- 1958: Liebe kann wie Gift sein – Die Montecarlos met de Titelsong Magdalena (alleen zang)
- 1958: Mein Schatz ist aus Tirol – Die Blauen Jungs met Einmal die Ferne seh’n
- 1959: Paradies der Matrosen – Die Blauen Jungs als zangers
- 1959: Mein Schatz, komm mit ans blaue Meer – Die Blauen Jungs met So lang du einen Freund hast
- 1960: Schön ist die Liebe am Königssee – Die Blauen Jungs als zangers